# Teoria selektywnej optymalizacji z kompensacją
Teoria selektywnej optymalizacji z kompensacją (ang. Selective Optimization with Compensation, skr. SOC, także: model pomyślnego starzenia się) – jedna z naukowo opracowanych propozycji (strategii behawioralnych) odczuwania subiektywnego poczucia dobrostanu, pomimo określonych deficytów związanych z procesem starzenia się człowieka. Punktem wyjścia dla teorii jest fakt, że w okresie późnej dorosłości (a potem starości) adaptacji wymaga niekorzystny bilans zawierający się między zyskami a stratami w rozwoju.

## Historia
Teorię sformułowali Paul Baltes i Margaret Baltes w 1990. Była ona potem rozwijana i empirycznie weryfikowana przez międzynarodowy zespół naukowców z Max Planck Institut pod kierunkiem Paula Baltesa w ramach projektu BASE (Berlin Aging Study).

## Opis
Teoria opisuje procesy, w wyniku których ludzie w wieku starszym przystosowują się do funkcjonowania z ograniczeniami i mimo tych deficytów doświadczają satysfakcji z życia. Jak w całym rozwoju jednostki ludzkiej, udane starzenie się definiowane jest jako elastyczne reagowanie na dostęp do własnych zasobów, z uwzględnieniem minimalizacji strat i maksymalizacji zysków. Jest to możliwe przy racjonalnym zarządzaniu zasobami wewnętrznymi i zewnętrznymi oraz umiejętnym lokowaniu inwestycji w obu tych obszarach, przy uwzględnianiu panujących warunków, co z kolei wymaga koordynowania trzech, pozostających we wzajemnych interakcjach, mechanizmów: selekcji, kompensacji i optymalizacji. W myśl powyższego należy dokonywać selekcji w tych obszarach życia, które stanowią szczególną wartość dla jednostki, optymalizować w tym zakresie działania w oparciu o swoje zasoby i kompensować doświadczenie straty celem wykorzystania istniejących warunków, które sprzyjają rozwojowi danej osoby. W uproszczeniu teoria zakłada maksymalizację pozytywnych efektów egzystencji seniora i koncentrowanie się przez niego na najbardziej istotnych segmentach życia oraz jednoczesną minimalizację negatywnych efektów i wycofywania się z mniej istotnych bądź całkowicie nieważnych obszarów działania.